# Ponteareas
Ponteareas (Spanisch: Puenteareas) ist eine galicische Stadt in der Provinz Pontevedra im Nordwesten Spaniens mit 23.196 Einwohnern (Stand: 2024) Sie liegt an der Landstraße Vigo-Benavente und am Rio Tea, einem rechten Nebenfluss des Rio Miño. Es ist der Hauptort einer fruchtbaren Hügellandschaft, in der Wein, Getreide und Obst angebaut werden und es gibt viele Rinderfarmen. Die Industrie der Stadt selbst ist die Porzellanherstellung, Gerberei und Destillation. Ganz in der Nähe befinden sich die Ruinen der Burg Sobroso, die in den mittelalterlichen Bürgerkriegen eine wichtige Rolle spielte. Sie befindet sich zwar in der nahe gelegenen Stadt Mondariz, ist aber im Besitz der Gemeinde Ponteareas.

## Bevölkerungsentwicklung der Gemeinde
Legende: Puenteareas___Ponteareas

## Gemeindegliederung
Die Gemeinde Ponteareas ist in 24 Parroquias gegliedert:
| Parroquias               | Patrozinium    | Einwohner 2024 | Fläche km² | Dichte Einw./km² | Höhe msnm | Ortskennzahl |
| ------------------------ | -------------- | -------------- | ---------- | ---------------- | --------- | ------------ |
| Angoares                 | San Pedro      | 492            | 1,75       | 281              | 23        | 36042010000  |
| Arcos                    | San Breixo     | 503            | 3,74       | 134              | 152       | 36042020000  |
| Areas                    | Santa María    | 1.014          | 5,63       | 180              | 73        | 36042030000  |
| Arnoso                   | San Lourenzo   | 258            | 2,85       | 91               | 45        | 36042040000  |
| Bugarín                  | Santa Cristina | 524            | 4,23       | 124              | 101       | 36042050000  |
| Celeiros                 | San Fins       | 227            | 3,86       | 59               | 120       | 36042060000  |
| Cristiñade               | San Salvador   | 480            | 5,48       | 88               | 70        | 36042070000  |
| Cumiar                   | Santo Estevo   | 121            | 3,00       | 40               | 217       | 36042080000  |
| Fontenla                 | San Mamede     | 290            | 1,38       | 210              | 60        | 36042090000  |
| Fozara                   | San Bartolomeu | 318            | 3,65       | 87               | 99        | 36042100000  |
| Guillade                 | San Miguel     | 452            | 5,54       | 82               | 162       | 36042120000  |
| Guláns                   | San Xulián     | 723            | 10,51      | 69               | 65        | 36042130000  |
| Moreira                  | San Martiño    | 701            | 5,54       | 127              | 45        | 36042140000  |
| Nogueira                 | San Salvador   | 191            | 4,27       | 45               | 37        | 36042150000  |
| Oliveira                 | Santiago       | 303            | 2,80       | 108              | 144       | 36042180000  |
| Padróns                  | San Salvador   | 579            | 16,58      | 35               | 153       | 36042190000  |
| Paredes                  | San Cibrán     | 50             | 2,13       | 23               | 139       | 36042200000  |
| Pías                     | Santa Mariña   | 457            | 6,65       | 69               | 81        | 36042210000  |
| Ponteareas               | San Miguel     | 12.491         | 4,47       | 2.794            | 47        | 36042230000  |
| Prado                    | San Nicolao    | 235            | 2,57       | 91               | 188       | 36042220000  |
| Ribadetea                | San Xurxo      | 866            | 10,18      | 85               | 36        | 36042240000  |
| San Lourenzo de Oliveira | San Lourenzo   | 128            | 2,59       | 49               | 75        | 36042160000  |
| San Mateo de Oliveira    | San Mateo      | 579            | 3,71       | 156              | 47        | 36042170000  |
| Xinzo                    | Santa Mariña   | 1.172          | 12,60      | 93               | 70        | 36042110000  |

## Wirtschaft
| Ackerbau, Viehzucht und Fischerei                                                  | 0109  | 01,15  |
| Industrie                                                                          | 1.813 | 019,07 |
| Bauwirtschaft                                                                      | 0875  | 09,20  |
| Dienstleistungsbetriebe                                                            | 6.709 | 070,58 |
| Total                                                                              | 9.506 | 100,00 |
| * Daten aus dem Statistischen Amt für Wirtschaftliche Entwicklung in Galicien, IGE |       |        |

## Schwesterstädte
- Galway, Irland

## Söhne und Töchter der Stadt
- Gabino Bugallal Araújo (1861–1932), Politiker und Ministerpräsident von Spanien
- Delio Rodríguez (1916–1994), Radfahrer
- Emilio Rodríguez (1923–1984), Radfahrer
- Álvaro Pino (* 1956), Radfahrer